# Johann Joachim Kretzschmar
Johann Joachim Kretzschmar (* 20. Mai 1677 in Zittau; † vor dem 27. April 1740 in Dresden) war ein deutscher Bildhauer.
Kretzschmar war Schüler Balthasar Permosers in Dresden und beendete dort in den 1690er-Jahren seine Lehre. Permoser holte ihn 1712 nach Dresden zurück für die großen bildhauerischen Aufgaben am Zwinger. Kretzschmar erwarb 1712 in Dresden das Bürgerrecht. Im Jahr 1716 fertigte er die Kanzel der Wolfgangskirche in Schneeberg. Im Jahr 1728 wurde er zum Hofbildhauer ernannt und arbeitete in dieser Funktion bis zu seinem Tod in Dresden. Sigfried Asche bezeichnete ihn als einen der „temperamentvollsten Bildhauer Dresdens zwischen 1712 und 1740“.